# 밀양시·창녕군
밀양시·창녕군은 대한민국의 옛 국회의원 선거구이다. 당시 경상남도 밀양시, 창녕군 지역을 관할했다.

## 역사
제16대 국회의원 선거를 앞두고 밀양시 선거구와 창녕군 선거구가 통합되면서 신설되었다.
제20대 국회의원 선거를 앞두고 이루어진 선거구 개편 과정에서 의령군과 함안군을 편입해 밀양시·의령군·함안군·창녕군 선거구를 이루게 됨에 따라 폐지되었다.

## 역대 국회의원
| 선거   | 정당 | 정당     | 의원   |
| ------ | ---- | -------- | ------ |
| 2000년 |      | 한나라당 | 김용갑 |
| 2004년 |      | 한나라당 | 김용갑 |
| 2008년 |      | 한나라당 | 조해진 |
| 2012년 |      | 새누리당 | 조해진 |

## 역대 선거 결과

### 대한민국 제16대 국회의원 선거
|  | 54.74% |

|  | 26.59% |

|  | 11.04% |

|  | 4.74% |

|  | 2.15% |

|  | 0.72% |

### 대한민국 제17대 국회의원 선거
|  | 50.31% |

|  | 41.19% |

|  | 6.15% |

|  | 2.33% |

### 대한민국 제18대 국회의원 선거
|  | 46.33% |

|  | 22.06% |

|  | 16.75% |

|  | 9.48% |

|  | 3.67% |

|  | 1.68% |

### 대한민국 제19대 국회의원 선거
|  | 52.81% |

|  | 22.21% |

|  | 21.80% |

|  | 3.16% |